# Mihailo Josović
Mihailo Josović (1993) è un giocatore di football americano serbo che gioca nel ruolo di runningback per i Beograd Vukovi.